# Ixamatus candidus
Ixamatus candidus är en spindelart som beskrevs av Raven 1982. Ixamatus candidus ingår i släktet Ixamatus och familjen Nemesiidae. Inga underarter finns listade i Catalogue of Life.